# 928년

## 연호
- 후당(後唐) 천성(天成) 3년
- 요(遼) 천현(天顯) 3년
- 후백제(後百濟) 정개(政開) 29년
- 고려(高麗) 천수(天授) 11년
- 일본(日本) 엔초(延長) 6년
- 남한(南漢) 백룡(白龍) 4년 / 대유(大有) 원년
- 양오(楊吳) 건정(乾貞) 2년
- 오월(吳越) 보정(寶正) 3년

## 기년
- 후당(後唐) 명종(明宗) 3년
- 요(遼) 태종(太宗) 2년
- 신라(新羅) 경순왕(景順王) 2년
- 고려(高麗) 태조(太祖) 11년
- 후백제(後百濟) 견훤(甄萱) 정개 37년

## 사망
- 6월 28일 - 신성로마제국의 루트비히 3세